# Serra Riccò
Serra Riccò är en kommun i  storstadsregionen Genua, innan 2015 provinsen Genova, i regionen Ligurien i Italien. Kommunen hade 7 777 invånare (2018).